# Stilos
Stilos o Stylos (en grec, Στύλος) és un poblet de Grècia situat a l'illa de Creta. Pertany a la unitat perifèrica de Khanià, al municipi d'Apokóronas i a la unitat municipal d'Armeni. L'any 2011 tenia 319 habitants.
A Stilos hi ha dues esglésies romanes d'Orient, l'església de Panagia Zerviotissa i la dels sants Joan Teòleg i Nicolau. Al recinte d'aquesta darrera es troba un fòssil paleontològic.

## Jaciment arqueològic
A Stilos s'han excavat les restes d'un assentament minoic que inclouen un taller de ceràmica, un tolos i una necròpoli. S'ha suggerit que aquest lloc s'ha d'identificar amb la ubicació que tenia la ciutat d'Àptera en el període minoic, ja que a més al lloc on després se situà Àptera s'han trobat escasses restes anteriors al període geomètric tardà.
Pel que fa al tolos, és a uns quilòmetres al nord-oest de Stilos; pertany als s. XIV-XIII ae i consta d'un dromos d'uns 20 m de llarg i una cambra circular de 4,30 m de diàmetre i 4,80 d'alçada. La tomba havia estat saquejada, per la qual cosa només s'hi trobaren fragments de ceràmica i alguns recipients del període arcaic. Enmig del dromos hi havia un pou d'1,10 x 0,70 m excavat a la roca. Com que aquest pou es trobà buit, s'ignora si va servir per a un enterrament.
Sobre l'assentament minoic, es trobà al turó d'Azoires, als vessants occidental i sud-est. Aquestes restes pertanyen al període minoic tardà. N'hi havia un gran edifici amb una cova a dins. D'altra banda, al cim del mateix pujol les restes d'edificis pertanyen a un període comprés entre els s. VII i V ae. Probablement tenien dos pisos i en una de les sales es trobaren també restes minoiques. Les excavacions indiquen que l'entorn d'aquest turó continuà sent habitat en el període romà i en època romana d'Orient.
Les primeres excavacions se'n feren al 1961 i les dirigí Nikolaos Platon i Costis Davaras; continuaren al 1971 i les més recents són del 1997.

## Galeria d'imatges

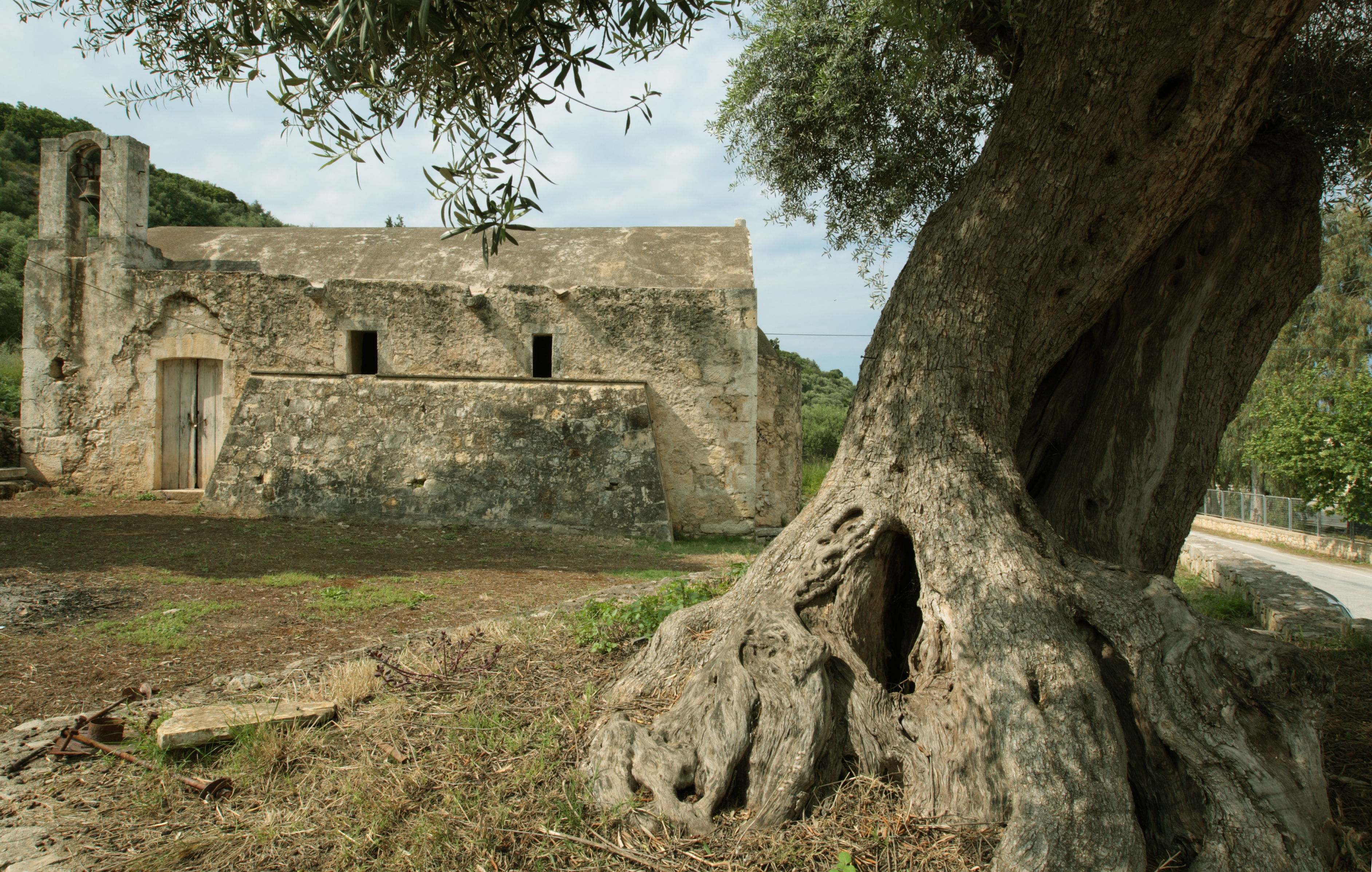
església de Sant Joan Teòleg
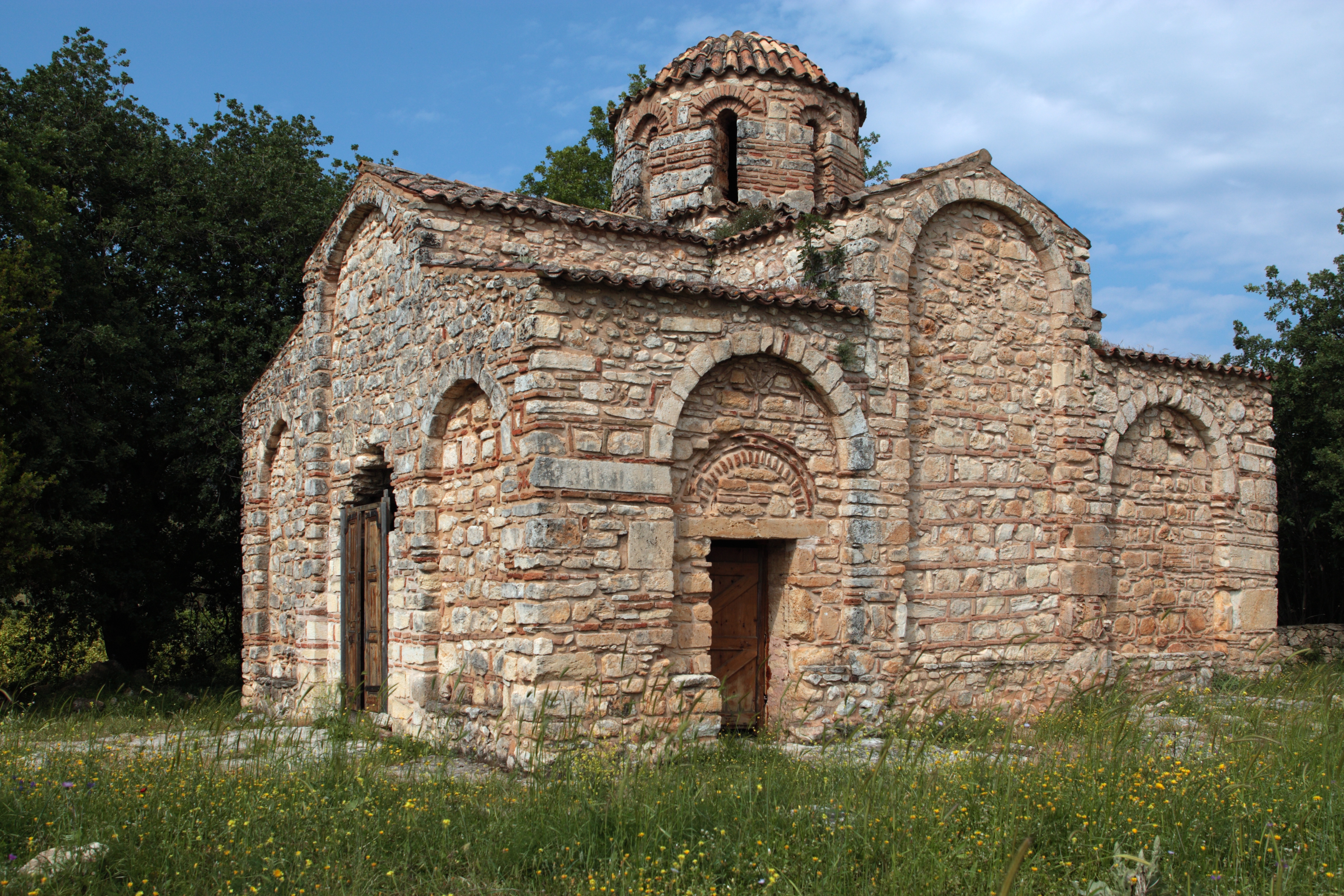
església de Panagia Zerviotissa